# استثمار الوقف
استثمار الوقف: هو ما يبذله ناظر الوقف، من جهد فكري ومالي من أجل الحفاظ على الممتلكات الوقفية وتنميتها بالطرق المشروعة، ومن شروط استثمار الوقف، الأخذ بالحذر والأحوط، والاعتماد على الطرق الفنية والوسائل الحديثة ودراسات الجدوى، والتخطيط والمتابعة والرقابة الداخلية على الاستثمارات، ومن أركان الاستثمار الوقفي، الاستثمار بالإنابة، والاستثمار بالتعدي، ومن طرق استثمار الوقف، الإجارة، الحكر، المرصد، والمزارعة والمساقاة والمضاربة، ومن ضوابط الاستثمار للوقف، ضابط الحلال، والتنوع، واختيار مجال الاستثمار، وتوثيق العقود وغيره، ويهدف استثمار الوقف الى المحافظة على أصل الوقف من الاندثار، والحصول على أكبر عائد للوقف، وتأمين أعلى ربح أو ريع من الأصل، والمحافظة على أصل الوقف مقدم على الربح، ونفع المستحقين بإعانتهم على تلبية حاجاتهم.
التعريف الإفرادي:
الاستثمار: مصدر استثمر وأصله من الثمر وهو استخدام الأموال في الإنتاج، إما مباشرة بشراء الآلات، أو غير مباشرة كشراء الأسهم والسندات.
الوقف: هو التحبيس أو التسبيل، والوقف مصدر وقف، ويقال وقف الشيء، وأوقفه، وهو الذي يشترك فيه عدد من الأشخاص أو الجهات في حبس مال، على جهة بشروط معينة، وإدارة معينة.
التعريف المركب:
استثمار الوقف: هو ما يبذله ناظر الوقف، من جهد فكري ومالي من أجل الحفاظ على الممتلكات الوقفية وتنميتها بالطرق المشروعة، وفق مقاصد الشريعة ورغبة الواقفين، بشرط الا تعارض نصاً شرعياً، فالاستثمار الحقيقي هو الانفاق على أصول ثابتة من ممتلكات الوقف بغية تحقيق عائد مالي على مدى فترات مختلفة من الوقت.

## الشروط العامة لاستثمار أموال الوقف
1. الأخذ بالحذر والأحوط والبحث عن كل الضمانات الشرعية المتاحة، وقد ذكرنا أن مجمع الفقه الدولي أجاز ضمان الطرف الثالث لسندات الاستثمار، ومن هنا فعلى إدارة الوقف (أو الناظر) البحث عن مثل هذا الضمان بقدر الإمكان، وإن لم تجد فعليها مفاتحة الحكومة بذلك.
2. الاعتماد على الطرق الفنية والوسائل الحديثة ودراسات الجدوى، ورعاية أهل الإخلاص والاختصاص والخبرة فيمن يعهد إليهم الاستثمار.
3. التخطيط والمتابعة والرقابة الداخلية على الاستثمارات.
4. مراعاة فقه الأولويات، وفقه مراتب المخاطر في الاستثمارات، وفقه التعامل مع البنوك والشركات الاستثمارية، بحيث لا تتعامل إدارة الوقف إلا مع البنوك الإسلامية والشركات اللاتي تتوافر فيها الأمن والأمان والضمان بقدر الإمكان، ومن هذا المنطلق عليها أن تتجه إلى الاستثمارات التي لا تزال أكثر أماناً وأقل خطراً، وهي الاستثمارات العقارية.[4]

## استثمار موارد الوقف وطرقه
لا شك أن استثمار أموال الوقف يؤدي إلى الحفاظ على أموال الوقف حتى لا تأكلها النفقات والمصاريف، ويساهم في تحقيق أهداف الوقف الاجتماعية والاقتصادية والتعليمية، والتنموية، فما أكثر مصائب هذه الأمة في هذا العصر، وما أكثر حاجياتها إلى الأموال لتحسين أحوالها الاجتماعية المتخلفة من خلال استثمار الأموال عن طريق التسويق والتصنيع والإنتاج.
إضافة إلى ذلك فإن الوقف الذي يراد له الاستمرار، ومن مقاصده التأبيد، لا يمكن أن يتحقق ذلك إلا من خلال الاستثمارات الناجحة، وإلا فالمصاريف والنفقات والصيانة قد تقضي على أصل الوقف، إن لم تعالج عن طريق الاستثمار المجدي النافع، لذلك ينبغي أن تهتم إدارة الوقف (أو الناظر) بهذا الجانب اهتماماً كبيراً، وتخصص جزءاً جيداً من ريع الوقف للاستثمار إضافة إلى استثمار بقية أموالها السائلة.

## أركان الاستثمار الوقفي
كل استثمار لا يخلو من ركنين اثنين: المستثمِر بكسر الميم، والمستثمَر بفتح الميم:
الأصل أن يتم استثمار المال من قبل مالكه، ولكن قد يحدث ما يجعل الغير يقوم بهذا الاستثمار عن المالك وهذا على نوعين:
- الاستثمار بالإنابة: والإنابة قد تكون من المالك كالوكالة، أو من الشارع كالقيم.
- الاستثمار بالتعدي: فقد يقدم على استثمار المال أجنبي بغير إذن صاحب المال، وبغير إعطاء الشرع هذا الحق له، وعندئذ يعتبر غاصباً.

أما المال المستثمر: فلكي يكون الاستثمار حلالاً، يشترط في المال المستثمر أن يكون مملوكاً، ملكاً مشروعاً للمستثمِر، أو لمن كان المستثمر نائبا عنه نيابة شرعية أو تعاقدية، فإن لم يكن كذلك لم يحل استثماره، كالمال المغصوب أو المسروق، وكذلك لا يحل استثمار الوديعة، لأن يد الوديع يد حفظ، والركن الأخير ملك الثمرة فإذا كان الاستثمار مشروعاً، كانت الثمرة ملكاً للمالك، أما إذا كان الاستثمار غير مشروع، كمن غصب أرضاً واستغلها، فإن الثمرة عند الحنفية يملكها الغاصب ملكاً خبيثاً، ويؤمر بالتصدق بها، وذهب المالكية، والشافعية، والحنابلة إلى أن الغلة للمالك، وفي رواية عن أحمد أنه يتصدق بها.

## الطرق القديمة للاستثمار

### أولاً: الإجارة
وقد ذكر الفقهاء عدة أنواع من الإجارة في باب الوقف: وهي أهمها وأكثرها شيوعاً، بل كاد الفقهاء أن يربطوا بينها وبين جواز بعض أنواع الوقف، فقد علَّل الفقهاء الذين منعوا وقف الدراهم والدنانير بأنه لا يجوز إجارتهما، ولا يمكن الانتفاع بهما إلا بالإتلاف، وعلل الذين أجازوا وقفهما بأنه يجوز إجارتها، قال ابن قدامة: "وما لا يمكن الانتفاع به مع بقاء عينه كالدنانير والدراهم لا يصح وقفه في قول عامة الفقهاء وأهل العلم.
وأفتى محمد بن عبد الله الأنصاري بجواز وقف الدراهم والدنانير والمكيل والموزون، فسألوه: ماذا يفعل بوقف هذه الأشياء، والوقف تحبيس الأصل والانتفاع بالمنفعة، فأين منفعتها؟ فقال: تدفعون الدراهم والدنانير للمضاربة ثم تتصدقون بربحهما، وإجارة الموقوف والانتفاع بإجارته محل اتفاق بين الفقهاء، ولكنهم اختلفوا في بعض التفاصيل من حيث مدة الإجارة، وأجر المثل:
- مدة الإجارة:

يرى الحنفية أن تكون مدة الإجارة من الوقف لا تزيد عن سنة في الدار، وثلاث سنوات في الأرض الزراعية، وأن الفتوى عندهم على إبطال الإجارة الطويلة من حيث الزمن، ذلك لإمكان أن يتضرر الوقف بطول الزمن، بل قد يؤدي إلى إبطال الوقف، إلا إذا كانت المصلحة في الجواز، وهذا شيء يختلف باختلاف المواضع والزمان، وهو المختار للفتوى.
هذا إذا لم يكن الواقف قد اشترط مدة محددة، فإن كان قد اشترط ألا يؤجرها المتولي أكثر من سنة فيجب الالتزام بهذا الشرط ولا يجوز مخالفته إلا بحكم القاضي، لكن قاضيان أفتى بجواز مخالفة هذا الشرط إذا كانت أنفع للفقراء والمستحقين، ولا يحتاج إلى المرافعة إلى القاضي.
- المدة الطويلة مقابل الإصلاح:

أما إذا كان الوقف خرباً وتعذرت، أو تعسرت إعادته من غلته، أو من كرائه، فقد أفتى جماعة من علماء المالكية منهم القاضي ابن باديس والناظر اللقاني بتأجيره مدة طويلة لمن يعمره بالبناء، ويكون البناء ملكاً للباني ويدفع نظير الأرض حكراً (مبلغاً) يدفع للمستحقين، ويسمى هذا التصرف خلواً.
- أجر المثل في الإجارة:

اشترط جماعة من الفقهاء منهم الحنفية والمالكية والشافعية، أن يكون تأجير الموقوف بما لا يقل عن أجر المثل، فلا يجوز تأجيره بغبن فاحش، فإذا أجر بأقل من أجر المثل، فللقيم على الوقف الفسخ، ولو زاد الأجرة بعد العقد إلى أجر المثل يجدد العقد بالأجرة الزائدة، قال ابن عابدين "والظاهر أن قبول المستأجر الزيادة يكفي عن تجديد العقد، وأن المستأجر الأول أولى من غيره إذا قبل الزيادة.
ويظهر من ذلك أن العقد الذي تم بأقل من أجر المثل إما هو باطل، أو غير لازم بحيث يفسخه القاضي أو القيم، أو يعدله إلى أجر المثل، أو يبطل.

### ثانياً: الإجارة بأجرتين
ابتكر الفقهاء هذه الطريقة لعلاج مشكلة حدثت للعقارات الموقوفة في إسطنبول عام 1020هـ عندما نشبت حرائق كبيرة التهمت معظم العقارات الوقفية أو شوهت مناظرها، ولم يكن لدى إدارة النظارة الوقفية أموال لتعمير تلك العقارات، فاقترح العلماء أن يتم عقد الإجارة تحت إشراف القاضي الشرعي على العقار المتدهور بأجرتين أجرة كبيرة معجلة تقارب قيمته فيتسلمها الناظر ويعمر به العقار الموقوف، وأجرة سنوية مؤجلة ضئيلة يتجدد العقد كل سنة، ومن الطبيعي أن هذا العقد طويل الأجل يلاحظ فيه أن المستأجر يسترد كل مبالغة من خلال الزمن الطويل.

### ثالثاً: الحِكْر، أو حق القرار
الحكر بكسر الحاء وسكون الكاف العقار المحبوس، وجمعه أحكار، وبفتحهما كل ما احتكر، وفي اصطلاح الفقهاء يطلق على ثلاثة معان:
- العقار المحتكر نفسه، فيقال هذا حكر فلان.
- الإجارة الطويلة على العقار.
- الأجرة المقررة على عقار محبوس في الإجارة الطويلة ونحوها[6][13][21]، قال عليش "من استولى على الخلو يكون عليه لجهة الوقف يسمى عندنا بمصر حكراً، لئلا يهذب الوقف باطلاً".[25]

والذي نراه راجحاً في الرأي الأول، لأنه قيد الحكر بتحقيق مصالح الوقف، وألا يوجد سبيل أفضل من الحكر، وحينئذ فالحكر لا شك أفضل من أن يبقى الوقف خرباً أو معطلًّا.
- حكم الحكر في الأوقاف:

اختلف الفقهاء في حكر الوقف على ثلاثة مذاهب:
القول الأول: ذهب جمهور الفقهاء إلى أنه جائز حتى ولو اشترط الواقف منعه، إذا توافرت الشروط الآتية:
1. أن يكون الوقف قد تخرب وتعطل الانتفاع به.
2. ألا يكون لدى إدارة الوقف (أو الناظر) أموال يعمر بها.
3. ألا يوجد من يقرض الوقف المقدار المحتاج إليه، واشترط الحنفية أيضاً، ألا يمكن استبدال الوقف بعقار ذي ريع[13]، وإذا توافرت هذه الشروط جاز الحكر في الوقف.

القول الثاني: ذهب جماعة من الفقهاء منهم الحنابلة، وجمهور الشافعية، إلى أنه جائز مطلقاً.
القول الثالث: ذهب بعض الشافعية منهم الأذرعي والزركشي إلى أنه غير جائز مطلقاً.
والذي نراه راجحاً في الرأي الأول، لأنه قيد الحكر بتحقيق مصالح الوقف، وألا يوجد سبيل أفضل من الحكر، وحينئذ فالحكر لا شك أفضل من أن يبقى الوقف خرباً أو معطلًّا.

### رابعاً: المرصد
وهو الاتفاق بين إدارة الوقف (أو الناظر) وبين المستأجر أن يقوم بإصلاح الأرض وعمارتها، وتكون نفقاتها ديناً مرصداً على الوقف يأخذه المستأجر من الناتج، ثم يعطى للوقف بعد ذلك الأجرة المتفق عليها.
وهذا إنما يكون عندما تكون الأرض خربة لا توجد غلة لإصلاحها، ولا يرغب أحد في استئجارها مدة طويلة يؤخذ منه أجرة معجلة لإصلاحها، وحينئذ لا تبقى إلا هذه الطريقة التي تأتي في آخر المراتب من الطرق الممكنة لإجارة الوقف، ومما يجدر الإشارة إليه أن عقلية فقهائنا الكرام استطاعت أن تشتق من الإجارة كل هذه الصور، وهذا إن دل على شيء إنما يدل على أن الفقه لا ينبغي أن يتوقف بل لابد أن يستجيب لحل كل المشاكل.

## الطرق الحديثة أو المعاصرة للاستثمار

### أولاً: الإجارة المنتهية بالتمليك
ولها صور كثيرة، والذي يصلح في باب الوقف هو أن تؤجر إجارة الوقف (أو الناظر) الأرض الموقوفة لمستثمر (فرداً أو شركة) مع السماح بالبناء عليه من المباني والمحلات والعمارات حسب الاتفاق ويستغلها فترة من الزمن، ثم يعود كل ما بناه المستثمر بعد انتهاء الزمن المتفق عليه إلى الوقف عن طريق أن يتضمن العقد تعهداً بالهبة، أو يتضمن أحد بنوده هبة معلقة، أو وعداً بالبيع ثم يتم البيع في الأخير بعقد جديد، ويمكن أن تنص الاتفاقية السابقة على أن تعطى للوقف أجرة ولو كانت متواضعة حتى يستفيد منها في إدارة أموره، ولا مانع حينئذ أن تمدد الفترة لقاء ذلك.

### ثانياً: المزارعة
وهي أن تتفق إدارة الوقف (أو الناظر) مع طرف آخر ليقوم بغرس الأرض الموقوفة أو زرعها على أن يكون الناتج بينهما حسب الاتفاق إما بالنصف أو نحوه.

### ثالثاً: المساقاة
وهي خاصة بالبساتين، والأرض التي فيها الأشجار المثمرة، حيث تتفق إدارة الوقف (أو الناظر) مع طرف آخر ليقوم برعايتها وسقيها على أن يكون الثمر بينهما حسب الاتفاق.

### رابعاً: المضاربة (القراض)
وهي المشاركة بين المال والخبرة والعمل، بأن يقدم رب المال المال إلى الآخر ليستثمره استثمارًا مطلقاً أو مقيداً (حسب الاتفاق) على أن يكون الربح بالنسبة بينهما حسب الاتفاق.

### خامساً: المشاركة
المشاركة العادية من خلال أن تتفق إجارة الوقف (أو الناظر) بجزء من أموالها الخاصة للاستثمار مع شريك ناجح في مشروع مشترك سواء أكان صناعيًّا، أم زراعيًّا، أو تجاريًّا، وسواء كانت الشركة شركة مفاوضة أو عنان، ويمكن كذلك المشاركة عن طريق شركة الملك، بأن تشارك إدارة الوقف (أو الناظر) مع طرف آخر في شراء عمارة، أو مصنع، أو سيارة، أو سفينة، أو طائرة أو نحو ذلك.

### سادساً: الاستصناع
الاستصناع من العقود التي أجازها جمهور الفقهاء وإن كانوا مختلفين في إلحاقه بالسلم، وحينئذ إخضاعه لشروطه الصعبة من ضرره تسليم الثمن في مجلس العقد عند الجمهور، أو خلال ثلاثة أيام عند مالك، ولكن الذي يهمنا هنا هو الاستصناع الذي أجازه جماعة من الفقهاء ومنهم الحنفية.

### سابعاً: المرابحات
يمكن لإدارة الوقف أن تستثمر أموالها عن طريق المرابحات، لشراء ما تحتاج إليه عن طريق المرابحة العادية، والمرابحة للآمر بالشراء كما تجريها البنوك الإسلامية وهي التي تتم بالخطوات التالية:
1. وعد بالشراء من إدارة الوقف.
2. شراء البنك المبيع وتسلمه وحيازته.
3. ثم بيعه إدارة الوقف بربح متفق عليه مثل (10%) يضم إلى أصل الثمن، ويؤجل، أو يقسط على أشهر أو نحوها مع أخذ كافة الضمانات التي تحمي البنك.

### ثامناً: سندات المقارضة وسندات الاستثمار
بما أن السندات التقليدية حرام، وقد صدر بحرمتها قرار مجمع الفقه الإسلامي في دورته السادسة (قرار: 62/11/6)، اتجه الاجتهاد الفردي والجماعي لبديل إسلامي له، من خلال إجازة المجمع نفسه في قراره رقم (5 دع / 08/ 88) سندات المقارضة وسندات الاستثمار بشروط وضوابط محددة ذكرها القرار نفسه معتمدًا على مجموعة من البحوث القيمة والدراسات الجادة الاقتصادية ونحوها.

### تاسعاً: صكوك (سندات مشروعة) أخرى
لا تنحصر مشروعية الصكوك على صكوك المقارضة التي صدر بها قرار من مجمع الفقه الإسلامي، بل يمكن ترتيب صكوك (سندات مشروعة) أخرى، مثل صكوك الإجارة التشغيلية أو التمويلية، وصكوك المشاركة الدائمة، أو المتناقصة، وكذلك صكوك أخرى.

## العلاقة بين الوقف والاستثمار
إنَ استمرار المنفعة والثمرة والغلة هو المقصد والغاية من الوقف، كما جاء في الحديث الشريف "حبّس الأصل وسبّل الثمرة، لأن خصائص الوقف تأبيد الانتفاع به، واستمراره إلى المستقبل، فالأصل فيه الاستمرار في العطاء والنفع، وإنما حبس الوقف من أجل استغلاله مع المحافظة على الأصول، فهذا الحديث يرشدنا إلى فكرتين وهما ركيزتا الاستثمار:
- حفظ الأصل.
- استمرار الثمرة، للارتباط الوثيق بينهما، فلا يمكن الانتفاع واستمرار الثمرة والمنفعة إلا مع بقاء الأصل وحفظه وديمومته، وإن وجود الأصل بشكل صحيح يؤدي حتماً إلى جني الثمار والمنافع، وهذا ما أكده الفقهاء، فالاستثمار هو إضافة أرباح إلى رأس المال، لتكون المنفعة من الربح فقط مع الحفاظ على رأس المال وقد يضاف إليه بعض الربح للمستقبل فالعلاقة بين الوقف والاستثمار علاقة أساسية ومتينة، والاستثمار يشمل أصول الأوقاف، وبدل الوقف، وريع الوقف وغلته.

وهذا يوجب البحث الاقتصادي في أموال الأوقاف واستثمارها في أحسن السبل المضمونة، والتي تعطي أعلى دخل للريع، وتوجب منع تعطيلها المؤدي إلى فقدان مبرر وجودها.
إن الهدف الاقتصادي المباشر لاستثمار أموال الأوقاف هو تأمين الدخل المرتفع بقدر الإمكان لصرفه في مواطنه المحددة، دون التهاون في الأصل والعين الموقوفة، وهذا يوجب أيضاً التوسع في الاستغلال وإعادة الاستثمار.

## ضوابط الاستثمار بالوقف
هي تلك القواعد الكلية التي توجه سلوك المستثمر عقدياً وخلقياً واجتماعياً واقتصادياً، أي وفق الأصول والقواعد والمقاصد الكلية المنظمة للعملية الاستثمارية التي دعت إليها الشريعة في هذا النوع من التصرفات، فالغاية ليست زيادة المال في حد ذاته، بل تحقيق غايات شرعية واجتماعية واقتصادية مع زيادة المال، ومن ثم يشترط علماء الاقتصاد الإسلامي عند دراسة الجدوى الاقتصادية لمشروع ما شروطاً لسلامة العملية الاستثمارية، ومنها.
1. ضابط الحلال: ويقصد بهذا الضابط أن تكون المعاملة الاقتصادية للمشروع الاستثماري معاملة مشروعة غير محرمة العين أو لسبب وارد عليها، كالإيداع في البنوك بفوائد، أو شراء أسهم الشركات التي تعمل في مجال الحرام.[9]
2. ضابط التنوع: ويقصد به المحافظة على تنوع المشاريع الاستثمارية خدمة لمصلحة الأمة، فيراعى الضروري، ثم الحاجي، ثم التحسيني.[9]
3. ضابط اختيار مجال الاستثمار: الذي يؤمن الربح الأفضل، والريع الأعلى، مع حسن اختيار الصيغة التي تتناسب، والحفاظ على الوقف وحقوقه وأفضل الشروط له، على أساس تحقيق العائد الاقتصادي المرضي لينفق منه على الجهات الموقوف عليها، أو تعمير الأصول الوقفية وصيانتها، مع اتباع أقوم الطرق وأرشدها في الاستثمار بعد الدراسة والاستشارة لأهل الخبرة، وبعد التخطيط الرشيد قبل الإقدام على الاستثمار.
4. ضابط مراعاة عناصر السلامة الاستثمارية: إن مراعاة السلامة الاقتصادية، يقصد به المحافظة على المال العام والخاص والتقليل من الخسائر المحتملة في المشروع الاستثماري، ولا يتحقق ذلك إلا بالتخطيط السليم وحسن المفاضلة بين مجالات الاستثمار، وبين أساليبه.[9][10]
5. ضابط مراعات المقاصد الشرعية: إن المقصود من مراعاة المقاصد الشرعية، هو النظر إلى مآل المشروع، ولآثاره على الأمد.[9]
6. ضابط أساس التوازن: ويقصد بذلك تحقيق التوازن من حيث الآجال والصيغ والأنشطة والمجالات لتقليل المخاطر وزيادة العوائد، فلا يجوز التركيز على منطقة أو مدينة وحرمان أخرى، أو التركيز على الاستثمارات القصيرة الأجل وإهمال المتوسطة والطويلة، أو التركيز على صيغة تمويلية دون الصيغ الأخرى، ويحقق التوازن والتنوع للمؤسسات الوقفية تقليل المخاطر وهو أمر مطلوب في هذا المجال.[11]
7. المتابعة والمراقبة وتقويم الأداء: ويقصد بذلك أن يقوم المسئول عن استثمار المال سواءً كان ناظراً أو مديراً أو مؤسسةً أو هيئة أو أي صفة أخرى بمتابعة عمليات الاستثمار للاطمئنان على أنها تسير وفقاً للخطط والسياسات والبرامج المحددة مسبقاً، وبيان أهم الانحرافات وبيان أسبابها وعلاجها أولاً بأول، وهذا يدخل في نطاق المحافظة على الاستثمارات وتنميتها بالحق[11].
8. توثيق العقود: ويقصد بذلك أن يعلم كل طرف من أطراف العملية الاستثمارية مقدار ما سوف يحصل عليه من عائد أو كسب، ومقدار ما سوف يتحمل من خسارة إذا حدثت، وأن يكتب ذلك في عقود موثقة، حتى لا يحدث جهالة أو غراراً، أو يؤدى إلى شك وريبة ونزاع، وتأسيساً على ذلك يجب على إدارة استثمار أموال الوقف إبرام عقود الاستثمار ومراجعتها من الناحية الشرعية والقانونية والاستثمارية، بمعرفة أهل الاختصاص وفي ذلك محافظة على المال من الاعتداء عليه.[11]
9. ضابط استثمار أموال الوقف في المشروعات المحلية والإقليمية المحيطة بالمؤسسة الوقفية ثم الأقرب فالأقرب، وتجنب توجيهها إلى الدول الأجنبية، أو خارج البلاد الإسلامية.
10. ضابط الحرص على الالتزام بشرط الواقف وأهدافه من الوقف: بحيث لا يتنافى الاستثمار مع شرط الواقف أو تحديده للوقف، إلا للضرورة أو لمصلحة الوقف كاقتطاع الغلة لعمارة الوقف أو صيانته، أو تغير الأحوال الاقتصادية والاجتماعية بما يعطل الوقف كلياً كالخانات الموقوفة، كما يجب مراعاة الموقوف عليهم عند استثمار العين بما لا يعرض مصالحهم الخاصة للضياع كالسكن في البناء، لأن المنتفع الأول من استثمار الوقف هو الموقوف عليهم، فلا يصح إهمال مصالحهم الخاصة ولا العامة.[16]

## أهداف استثمار الوقف
1. المحافظة على أصل الوقف من الاندثار.[12]
2. الحصول على أكبر عائد للوقف.[13]
3. تأمين أعلى ربح أو ريع من الأصل.
4. المحافظة على أصل الوقف مقدم على الربح.[14][15]
5. نفع المستحقين بإعانتهم على تلبية حاجاتهم.[16]

## استثمار الأصل الموقوف

### استثمار الأصل الموقوف المحدد الغرض
لا يمكن استثمار الأصل المحدد الغرض من قبل الواقف، لأنه يلغي شرط الواقف بالانتفاع المباشر، وإنما يمكن استغلاله بالانتفاع المباشرة، كالانتفاع بسكنى الدار، أو الصلاة في المسجد، أو الدفن في المقبرة حسب شروط الواقف.

### استثمار العين الموقوفة للاستغلال وصرف ريعها
اتفق الفقهاء أن أول واجب يقوم به المتولي هو عمارة الوقف، سواء شرط ذلك الواقف أم لا، وقال النووي: (وظيفة المتولي العمارة، والإجارة، وتحصيل الغلة، وقسمتها على المستحقين، وحفظ الأصول والغلات)، فيخولون للناظر عمل ما تمليه مصلحة المستفيدين حتى وإن أدى ذلك إلى تغيير ملامح الوقف بغية زيادة النفع لهم.

### اشترط الواقف استثمار الأصل بجزء من الريع
هذا الشرط معتبر شرعا، وذلك أن هذا الاشتراط يشبه اشتراط الواقف الاستبدال، وجاء في قرارات منتدى قضايا الوقف الفقهية ما نصه: (يعمل بشرط الواقف في تنمية أصل الوقف بجزء من ريعه ولا يعد ذلك منافيا لمقتضى الوقف ويعمل بشرطه كذلك في عدم تنميته بجزء من ريعه)، ويعمل بشرطه كذلك إذا اشترط صرف جميع الريع في مصارفه، فلا يؤخذ منه شيء لتنمية الأصل.

## وصلات خارجية
- استثمار أموال الوقف
- ضوابط استثمار الوقف في الفقه الإسلامي
- صور استثمار أموال الوقف وحكمها في الشريعة الإسلامية